# De ludo globi
De ludo globi (Le Jeu de la boule ) est un livre du philosophe, théologien et cardinal du XVe siècle Nicolas de Cues.
Le texte est rédigé à Rome et achevé en octobre 1463. Il se compose de deux dialogues philosophiques, le premier entre Cues et Jean IV, duc de Bavière et le second entre Cues et le frère de Jean, Albert IV, duc de Bavière.

## Premier dialogue (Liber primus)
Ce dialogue commence avec Cues se reposant après avoir joué à un jeu de boules nouvellement inventé. « Aucun jeu honnête ne manque entièrement de capacité à instruire », fait-il remarquer. Après avoir comparé le mouvement de la boule déséquilibrée à l'âme humaine, mise en mouvement par Dieu, il se met à discuter d'un jeu auquel il avait joué :
« J'ai pensé inventer un jeu des connaissances, j'ai réfléchi à la façon dont il fallait le faire. [...] Ensuite, je l'ai défini, en le faisant comme vous le voyez ».

## Traductions
- En allemand : (de) Nikolaus von Kues (trad. du latin par Gerda von Bredow), Vom Globusspiel : De ludo globi, Hamburg, Felix Meiner Verlag, 1952, 138 p.
- En français : Nicolas de Cues (trad. du latin par Hervé Pasqua), Le Jeu de la boule, Paris, Éditions du Cerf, 14 février 2019 (ISBN 978-2-204-13103-2, présentation en ligne, lire en ligne)
- En anglais : (en) Nicholas of Cusa (trad. du latin par Jasper Hopkins), De Ludo Globi : Nicholas of Cusa - Metaphysical speculations, Vol 2, Minneapolis, The Arthur J. Banning Press, 2000 (ISBN 0-938060-48-1, lire en ligne [PDF])